# Ионин, Дмитрий Александрович
Дми́трий Алекса́ндрович Ио́нин (род. 25 января 1985 года, Свердловск) — российский политик. Заместитель Губернатора Свердловской области Евгения Куйвашева с октября 2021 года. Депутат Госдумы VII созыва, член комитета Госдумы по транспорту и строительству (2017—2021 гг.).

## Биография
Родился 25 января 1985 года. Внук Давида Марковича Ионина. Отец — Александр Ионин, журналист и издатель. Некоторое время в детстве Дмитрий носил фамилию Ионин-Докучаев. Докучаев — фамилия отчима, преподавателя физики в Уральском горном университете. Имя матери Лариса.
В 2005 году окончил Уральский государственный университет, факультет международных отношений. Бакалавр международных отношений. Проходил обучение в аспирантуре Уральского государственного экономического университета (СИНХ).
Женат, трое детей.

## Депутатская и общественная деятельность

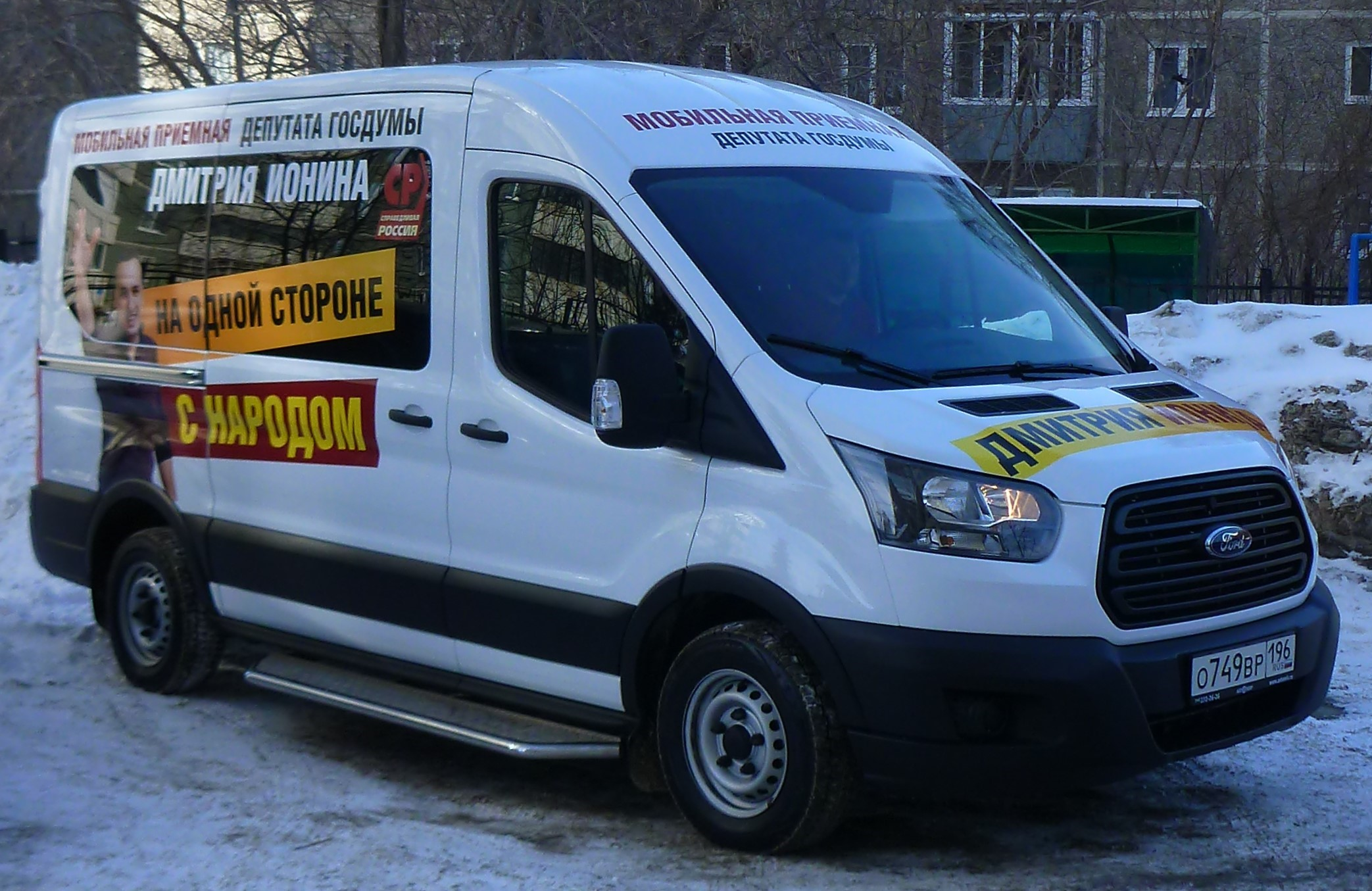
Мобильная приемная Дмитрия Ионина в одном из дворов Екатеринбурга, 14 марта 2021 года

### До Госдумы
В 2002—2004 годах работал помощником депутата Областной Думы Законодательного Собрания Свердловской области, председателя комитета по экономической политике, бюджету, финансам и налогам Б. Л. Чойнзонова, который представлял прогубернаторский блок «За Родной Урал».
В 2009 году Ионин был избран депутатом Нижнесергинской городской Думы от партии ЛДПР. Возглавил комитет по законодательству и местному самоуправлению.
В 2010 году постановлением Центральной избирательной комиссии РФ назначен членом Избирательной комиссии Свердловской области с правом решающего голоса.
Близкий соратник губернатора Омской области Александра Буркова. В 2010 году совместно организовали и реализовали проект защиты прав граждан «Справедливое ЖКХ».
В 2011 году избран депутатом Законодательного Собрания Свердловской области VI созыва.
В 2013 году занял пост заместителя председателя комитета по развитию инфраструктуры и жилищной политике.
В марте 2015 года, работая депутатом Законодательного Собрания Свердловской области, он три дня прожил в одном из бараков в Серове. Таким образом он хотел привлечь внимание властей к проблеме переселения из ветхого и аварийного жилья. В результате прокуратура признала, что жить в таком доме невозможно. История вызвала широкий общественный резонанс. Как заявлял в дальнейшем Ионин, эта история позволила привлечь в бюджет Свердловской области дополнительные средства на расселение аварийного жилья из федерального бюджета в размере 700 миллионов рублей
В 2016 году избран депутатом Законодательного Собрания Свердловской области VII созыва.
В 2017 году участвовал в выборах Губернатора Свердловской области, на которых занял 3 место. Получил 114 935 голосов избирателей (9,06 %).
В октябре 2017 года Президиум Центрального совета партии «Справедливая Россия» рекомендовал Центральной избирательной комиссии РФ передать мандат депутата Александра Буркова, сложившего полномочия в связи с назначением врио губернатора Омской области, Дмитрию Ионину.
27 октября 2017 года написал заявление о сложении полномочий депутата Законодательного Собрания.
Секретарь Бюро Совета регионального отделения партии «Справедливая Россия» в Свердловской области.
Почти с самого начала депутатской работы на местном уровне активно использует блоги и соцсети для коммуникации с избирателями.

### В Госдуме
С 1 ноября 2017 года — депутат Государственной думы Федерального собрания Российской Федерации VII созыва.
В 2018 году голосовал против законопроекта по увеличению пенсионного возраста в стране, причем выразил свою позицию в письменном решении
Известен как автор инициативы по запрету коллекторской деятельности в России.
В 2019 году попал в скандал, связанный со стрельбой из предназначенного для имитации выстрела специальными холостыми патронами автомата в городе Камышлов (Свердловская область). Сам автомат депутат приобрел в подарок представителям юнармии, отличившимся поимкой опасного преступника-педофила, для проведения игры «Зарница».
Согласно рейтингу газеты «Коммерсант» занял третье место среди всех 450 депутатов Госдумы по количеству разработанных и внесенных законопроектов по итогам 2020 года, опередив многих более опытных парламентариев.
В 2020 году внёс (вместе с депутатами Федотом Тумусовым и Александром Терентьевым) в Госдуму законопроект о разблокировке Telegram. Законодательная инициатива Ионина была открыто поддержана основателем Telegram Павлом Дуровым, что позволило Forbes сделать вывод, что и Дуров, и российские власти видели в Ионине идеального публичного посредника для проталкивания подобных инициатив.
Позволяет себе выступать с активной критикой чиновников различного уровня. В ноябре 2020 года в Свердловской области разразился скандал, когда, по указанию администрации, местной газете «Берёзовский рабочий» (г. Берёзовский) пришлось снять материал о поддержке Иониным выселяемого из муниципального помещения местного общества инвалидов. В результате газета вышла с пустой полосой.

### После Госдумы
В начале марта выступил с инициативой разблокировки в России сайта Rutracker в качестве ответа на антироссийские санкции западного медиабизнеса.